# Guarigione di Palladia
La Guarigione di Palladia è un dipinto, tempera su tavola (36,5×46,5 cm), di Beato Angelico, conservato nella National Gallery of Art di Washington. Faceva parte della predella con le Storie dei santi Cosma e Damiano della Pala di San Marco, oggi divisa tra più musei. Il pannello in questione era il primo della serie e molto probabilmente decorava il fianco sinistro della cornice lignea.

## Storia
La pala di San Marco era destinata all'altare maggiore della chiesa di San Marco a Firenze, officiata dai domenicani del convento di cui faceva parte anche l'Angelico stesso. Il dipinto era solo uno dei tasselli della completa ristrutturazione e ridecorazione del convento offerta da Cosimo de' Medici e che ebbe come protagonista assoluto, per quanto riguarda la decorazione pittorica, l'Angelico. Il programma comprendeva oltre alla pala per l'altare maggiore, il celebre ciclo di affreschi, sia nelle aree comuni che nelle celle individuali, e una serie di codici miniati.
L'altare maggiore della chiesa venne riscattato dai Medici nel 1438, per la somma considerevole di cinquecento ducati, e riconsacrato ai santi protettori della famiglia, Cosma e Damiano, che in vita erano stati appunto, secondo la leggenda, "medici". La vecchia pala d'altare, un'Incoronazione della Vergine del 1402, in stile tardogotico di Lorenzo di Niccolò, venne rimossa e donata, con un'istanza del Priore fra Cipriano datata 1438, alla chiesa di San Domenico di Cortona, dove si trovava una comunità domenicana gemellata con quella fiorentina e dove si recò personalmente l'Angelico per effettuare la consegna nel 1440 (nell'occasione venne inciso sulla cornice il nome dei Medici come donatori).
La nuova pala venne quindi commissionata all'Angelico in un momento imprecisato, verosimilmente nel 1438 quando venne deciso di disfarsi di quella vecchia. La pala viene in genere datata entro il 1440, mentre i pannelli della predella forse vennero completati entro il 1443. Non vi sono ragioni per dubitare che venissero dipinti in una sequenza diversa da quella in cui si trovavano.
Con le soppressioni tra XVIII e XIX secolo la pala venne rimossa, smembrata e parzialmente dispersa. I pannelli della predella sono oggi in parte a Firenze e in parte in altri musei internazionali. Se la pala venne sottoposta a un restauro disastroso, in un'epoca imprecisata tra XVIII e XIX secolo, i pannelli della predella furono risparmiati ed oggi sono generalmente in condizioni ottime o molto buone, tranne il pannello di Washington, che è più danneggiato.

## Descrizione e stile

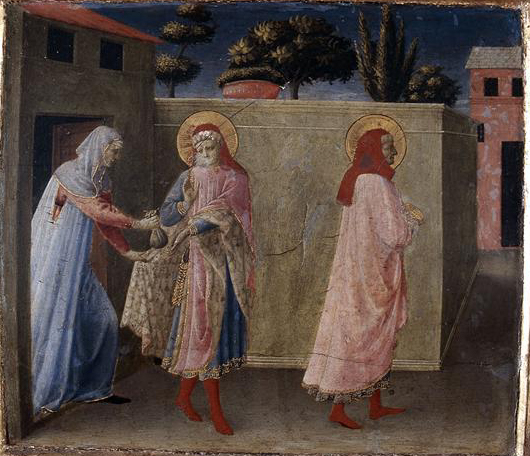
San Damiano riceve denaro, dalla predella della Pala di Annalena

Cosma e Damiano erano due celebri medici, tradizionalmente creduti fratelli, che guarivano gratuitamente le persone. Venivano detti "anargiri", cioè privi di denaro. Un giorno curarono l'emorroissa Palladia, la quale, in segno di ringraziamento, insistette per ricompensarli con tre uova. Cosma rifiutò nettamente, mentre Damiano, colpito dall'insistenza della donna, decise di accettarle di nascosto, suscitando poi un ampio rimprovero del fratello, che ordinò ai suoi seguaci di seppellirlo, quando fosse giunta l'ora, non accanto al fratello.
La scena è composta in due episodi. A sinistra un arco nell'abitazione di Palladia mostra l'interno della stanza dove Cosma e Damiano guariscono, con la somministrazione di una bevanda medica, un anziano parente di Palladia, mentre essa e un'altra persona assistono da dietro la testiera del letto. L'interno è ritratto con un'analisi minuziosa, ricca di dettagli, e con un uso sapiente della luce che illumina coerentemente gli oggetti e i personaggi: Cosma è ad esempio illuminato, Damiano è invece in penombra. Notevole e raro nella pittura dell'epoca è il riflesso metallico della brocca e della bacinella accanto al letto.
A destra si vede invece Palladia che, sulla soglia di casa, dà a Damiano la ricompensa in segno di ringraziamento, che egli accetta, nonostante con la mano e con un cenno della testa, indichi la riluttanza ad accettare. In alto si scorge il cielo, oltre il muro dove è posto un vaso, secondo uno stilema che si andava diffondendo proprio dagli anni venti e trenta del XV secolo. Lo stesso motivo si trova ad esempio nel pannello col medesimo soggetto della Pala di Annalena (anni 1420-1430), dove però manca la scena della guarigione e si focalizza più sull'equivoco tra i due fratelli.
Questo pannello, come gli altri della predella, è caratterizzato da un vivace stile aneddotico e accattivante, che racconta efficacemente le storie. Il sistema di creazione spaziale sviluppato in questo periodo risulta più coerente e avanzato di quello di opere anteriori, con accorgimenti quali quello di dipingere sullo sfondo una superficie piatta e parallela al piano frontale, che facesse da sfondo del proscenio su cui far risaltare le figure. La luce unifica lo spazio e modella con efficacia il volume dei personaggi, tramite il chiaroscuro.

## Disposizione originaria dei pannelli della predella
La predella della pala di San Marco era composta da nove pannelli (oggi esposti in più musei). Al centro si trovava la Pietà, mentre ai lati si trovavano otto storie dei santi Cosma e Damiano, sei sul lato principale e la prima e l'ultima sui fianchi.
- Guarigione di Palladia, National Gallery of Art, Washington
- San Cosma e san Damiano davanti a Lisia, Alte Pinakothek, Monaco di Baviera
- San Cosma e san Damiano salvati dall'annegamento, Alte Pinakothek, Monaco di Baviera
- Condanna al rogo dei santi Cosma e Damiano, National Gallery of Ireland, Dublino
- Pietà, Alte Pinakothek, Monaco di Baviera
- Crocifissione dei santi Cosma e Damiano, Alte Pinakothek, Monaco di Baviera
- Decapitazione dei santi Cosma e Damiano, Museo del Louvre, Parigi
- Sepoltura dei santi Cosma e Damiano, Museo nazionale di San Marco, Firenze
- Guarigione del diacono Giustiniano, Museo nazionale di San Marco, Firenze

Predella della Pala di San Marco